# 南海金星爱神螺
南海金星爱神螺（学名：Hespererato nanhaiensis）为爱神螺科金星爱神螺属的动物。在中国大陆，分布于南海等海域。该物种的模式产地在南海中国海域。